# Santiago en 100 palabras
Santiago en 100 Palabras es un concurso de cuentos breves chileno, inicialmente realizado en la ciudad de Santiago en 2001, que consiste en invitar a los habitantes de todo el país a crear cuentos cortos, inéditos y originales, cuyo tema principal debe tratar la vida urbana contemporánea o, en su defecto, la ciudad de Santiago.
El concurso es organizado por la Fundación Plagio, en conjunto a BHP | Escondida. Tiene como auspiciadores a Banco Estado y a JC Decaux, como colaboradores a la Universidad Diego Portales y a Buscalibre, y como medios asociados a Televisión Nacional de Chile (TVN), la radio Rock and Pop y al medio digital The Clinic. Este proyecto está acogido a la Ley de donaciones culturales.

## Inicios y objetivos
Desde 2000 hasta hoy, Fundación Plagio ha desarrollado iniciativas que buscan un impacto y transformación social por medio de la creatividad y la escritura. En 2001, el grupo puso en marcha el proyecto Santiago en 100 Palabras: una ciudad que se escribe, cuyo objetivo es que las personas que viven en dicho territorio expresen de forma novedosa alguna experiencia, memorias o relatos ficticios relacionados con la forma de vida de los y las habitantes en la ciudad. El concurso busca promover la participación de todas las personas que tengan interés por la escritura, se invita tanto a los aficionados a la escritura (sean o no profesionales) como a las personas comunes. Además, durante las convocatorias se realizan diferentes actividades literarias masivas como charlas magistrales (en 2023 se invitó a Mariana Enríquez y en 2024 a Leila Guerriero), se intervienen los espacios públicos con textos literarios y talleres de escritura creativa, entre otras. Todo esto con el fin de fomentar la reflexión creativa sobre la vida urbana contemporánea.

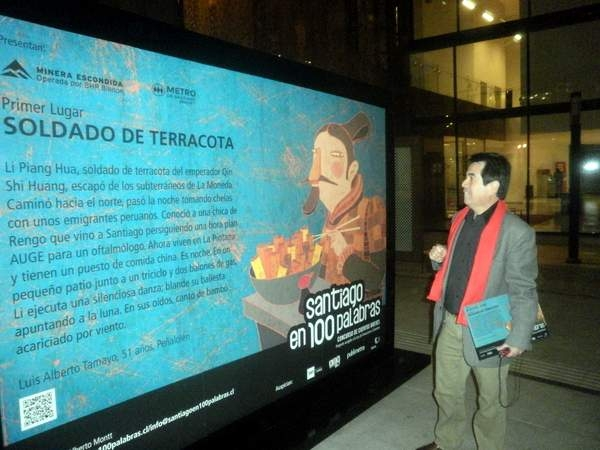
Luis Alberto Tamayo junto a su cuento ganador

Con el paso de los años, el concurso se fue masificando y en consecuencia la cantidad de relatos participantes ha ido en aumento. A 2024 se ha recibido un millón de relatos tanto en formato digital como en papel. Su amplificación en la ciudadanía fue debido a la gran masividad mediática que se le dio al certamen en la televisión, los medios de radiodifusión y, principalmente, en trenes y estaciones de Metro de Santiago, donde fueron exhibidos los cuentos ganadores durante los primeros años del concurso. Actualmente, los cuentos ganadores se difunden a través de redes sociales y en el espacio público en los paraderos de micro y refugios, gracias al auspiciador JCDecaux.

## Funcionamiento del concurso
Pese al título, la convocatoria se extiende a todos los chilenos, incluso aquellos que residen en el extranjero, siempre y cuando cumplan con las exigencias temáticas, que dicen relación con la vida urbana de las personas. Cada relato no debe sobrepasar las 100 palabras.
Cada participante puede presentar un máximo de cinco cuentos, los cuales puede enviar ingresando al sitio web oficial y siguiendo las instrucciones que ahí se especifican.
Entre los cuentos participantes, se escogen los mejores; luego, un jurado establecido vota y elige los lugares primero, segundo y tercero, además de entregar menciones honrosas a quienes lo merecen. Por otra parte, el público tiene la oportunidad de elegir el mejor cuento, el que consigue el mismo premio del primer lugar. También se entrega un premio al talento joven, que consiste en valorar el trabajo de los participantes menores de 18 años.

## Publicación de los cuentos
Sólo los cuentos finalistas se exhiben de forma anual en gigantografías y afiches ubicados en puntos estratégicos del Metro de Santiago, y se imprimen en miles de postales que son distribuidas de forma gratuita en Santiago, a partir de la fecha de premiación. Se han realizado microespacios en los medios de comunicación masivos, basados en los relatos ganadores. 
Además de publicarse en el sitio oficial del certamen, cada dos años se edita un libro de bolsillo con los 100 mejores cuentos de las últimas dos competencias. Se generan 100 mil ejemplares y se reparten el día 23 de abril, con ocasión del Día Internacional del Libro.

## Adaptaciones
Desde su lanzamiento en Santiago, Fundación Plagio ha desarrollado diversas versiones locales en las regiones de Tarapacá, Antofagasta, Valparaíso, Biobío, Araucanía y Magallanes.
En Latinoamérica se ha realizado en Puebla, México; Bogotá, Medellín y Cali en Colombia. Mientras que la primera edición europea se realizó en 2014 en Budapest y Veszprém en Hungría. La primera edición en Estados Unidos se realizó Boston en 2019. En 2023 se realizó la primera versión en Buenos Aires, Argentina y en 2024 la segunda edición.